# Encrucijada 4ta. Sección B
Encrucijada 4ta. Sección B är en ort i Mexiko.   Den ligger i kommunen Cárdenas och delstaten Tabasco, i den sydöstra delen av landet, 600 km öster om huvudstaden Mexico City. Encrucijada 4ta. Sección B ligger 4 meter över havet och antalet invånare är 544.
Terrängen runt Encrucijada 4ta. Sección B är mycket platt. Runt Encrucijada 4ta. Sección B är det ganska tätbefolkat, med 179 invånare per kvadratkilometer. Närmaste större samhälle är Poblado C-11 José María Morelos y Pavón, 9,5 km väster om Encrucijada 4ta. Sección B. Trakten runt Encrucijada 4ta. Sección B består till största delen av jordbruksmark.